# تل فيتال
تل فيتال Vetal Hill هو تل مرتفع داخل حدود مدينة بوني الهندية، يعتبر أعلى نقطة في المدينة وارتفاعه 2600 قدم، ويوجد على قمته معبد فيتالا الذي يستمد التل منه اسمه.
ويعتبر ملجأ لأهل المدينة من صخبها، يتنزهون فيه ويقضون فيه عطلات نهاية الأسبوع. ومن قمته يستطيع المرء رؤية مدينة بوني بوضوح.